# Triossido di dimanganese
Il triossido di dimanganese è un composto chimico di formula Mn2O3 che in condizioni standard si presenta come una polvere nera.

## Caratteristiche strutturali e fisiche
È una sostanza inorganica presente in entrambe le forme cristalline α e β. La struttura cristallina contiene ioni Mn3+ e O2-.
Nella forma monoidrata, ha una struttura monoclina pseudo-ortorombica con una sovrastruttura simile alla marcasite. Il composto risulta insolubile in acqua, alcol e acetone, ovvero solubile in acido e cloruro d'ammonio.
| N. di atomi pesanti                  | 5            |
| N. di accettori di legami a idrogeno | 3            |
| N. di legami ruotabili               | 2            |
| Massa monoiotopica                   | 157,860830 u |
| Superficie polare                    | 43,4 Å²      |
| Gravità specifica                    | 4,5          |

## Abbondanza e disponibilità
Il composto è naturalmente presente nella braunite e, in forma monoidrata, nella manganite.

## Sintesi del composto
Può essere sintetizzato attraverso vari metodi, come la decomposizione termica di precursori a base di Mn, la precipitazione da sali di Mn in presenza di opportuni agenti riducenti o ossidanti, e la sintesi idrotermale.
Ad esempio, il composto si ottiene:
- per combustione dell'ossido di manganese(IV) o dei sali di manganese (II) in aria a 800°C[1][5]

{\displaystyle {\ce {4MnO2 -> 2Mn2O3 + O2}}}
- nella forma monoidrata, aggiungendo una soluzione acquosa di ammoniaca al solfato di manganese(II) in presenza di perossido di idrogeno ad ebollizione. Il precipitato ottenuto viene lavato con acqua ed è asciugato a 50°C.[2][3]

## Reattività e caratteristiche chimiche
Con alcali concentrati, subisce una dismutazione formando ioni manganese (II) e manganese (IV). L'acido cloridrico caldo e concentrato viene ossidato a cloro dall'ossido di manganese(III):
Mn2O3 (s) + 6H+ + 2e- -> 2Mn2+ + 3H2O
Mn2O3 (s) + 6H+ + 2Cl- -> 2Mn2+ + 3H2O + Cl2
La curva di titolazione del pH del composto mostra un apparante comportamento anfoterico. Tuttavia, dimostra solo capacità di scambio di cationi per K+ in soluzioni con pH superiore a 6, mentre risulta solubile in soluzioni acide con valori di pH inferiori a 5. A pH 12 la capcità di scambio è pari a circa 0,4 meq/g.
Del composto sono disponibili lo spettro FTIR, lo spettro ATR-IR e lo spettro fotoelettronico a raggi X.

## Farmacologia e tossicologia

### Tossicologia
Il composto risulta tossico per inalazione. Ha un effetto neurotossico e può causare parkinsonismo. Il livello minimo di rischio è pari a 0.0003 mg/m3.
| TLV | 0,02 mg/m³, come Mn (frazione respirabile) |
| TLV | 0,1 mg/m³, come Mn (frazione inalabile)    |

| Organismo | Test | Somministrazione | Dose      | Effetto                         |
| --------- | ---- | ---------------- | --------- | ------------------------------- |
| Ratto     | LDLo | intratracheale   | 100 mg/kg | enfisema, edema polmonare acuto |
| Topo      | DL50 | sottocutanea     | 616 mg/kg |                                 |

## Applicazioni
Viene utilizzato:
- come pigmento nelle ceramiche,[2][15]
- come intermedio nella produzione di additivi per vernici e rivestimenti,[16]
- come nanoparticelle,[17]
- per produrre magneti ceramici,
- per produrre semiconduttori,[4]
- nella produzione di batterie,
- come precursore dell'ossido di litio manganese,[5]
- come adsorbente per rimuovere metalli pesanti e contaminanti dall'acqua,[2]
- per produrre film sottili drogati con grafene su supporto vetroso per celle fotovoltaiche.[18]